# Policna
Policna (en griego, Πολίχνα) es el nombre de una antigua ciudad de la Tróade.
Estrabón la menciona como una ciudad fortificada que se encontraba en el valle del río Esepo, siendo la primera ciudad de la margen izquierda del río, antes de Palescepsis y Alazonio, mientras que las ciudades cercanas de la margen derecha eran Nea-Come y Argiria.
Se desconoce su ubicación exacta.